# Élections cantonales neuchâteloises de 2021
Les élections cantonales neuchâteloises de 2021 ont lieu le 18 avril 2021 afin de renouveler pour quatre ans les membres du Grand conseil et du Conseil d'État du canton Suisse de Neuchâtel.

## Mode de scrutin

### Grand Conseil
Il est composé de 100 députés, élus pour quatre ans selon le système de la représentation proportionnelle au sein des six districts du canton.

### Conseil d'État
Chaque candidat, indépendamment de son parti, doit obtenir une majorité absolue de voix afin d'être élu. La majorité absolue consistant pour un candidat en la moitié du nombre des votants. Cela est rendu possible par le fait que chaque électeur dispose de maximum 5 voix (correspondant au nombre de membres du Conseil d'État). Si moins de 5 candidats obtiennent la majorité absolue des voix, un second est organisé où les candidats obtenant le plus de voix de préférence sont élus en fonction du nombre de sièges encore à remplir.

## Résultats

### Grand Conseil
Chaque électeur disposant de plusieurs voix, le total de ces dernières est largement supérieur au nombre de votants. 
|                          |                              |                          |           |       |     |        |               |  |  |
| Parti                    | Parti                        | Sigle                    | Voix      | %     | +/- | Sièges | +/-           |  |  |
|                          | Parti libéral-radical        | PLR                      | 1 142 366 | 29,87 | 3,5 | 32     | 11            |  |  |
|                          | Parti socialiste             | PS                       | 753 803   | 19,71 | 3,9 | 21     | 11            |  |  |
|                          | Les Verts                    | PES                      | 698 155   | 18,26 | 3,4 | 19     | 2             |  |  |
|                          | Vert'libéraux                | PVL                      | 314 675   | 8,23  | 3,9 | 8      | 4             |  |  |
|                          | Union démocratique du centre | UDC                      | 310 999   | 8,13  | 3,4 | 8      | 1             |  |  |
|                          | Parti ouvrier populaire      | POP                      | 293 626   | 7,68  | 0,6 | 8      | 2             |  |  |
|                          | Le Centre                    | LC                       | 153 241   | 4,01  | 1,3 | 4      | 2             |  |  |
|                          | solidaritéS                  | Sol                      | 93 053    | 2,43  | 1,0 | 0      | 2             |  |  |
|                          | Apéro pour tout le monde     | Apéro                    | 39 223    | 1,03  | Nv. | 0      | en stagnation |  |  |
|                          | Parti évangélique            | PEV                      | 25 211    | 0,66  | Nv. | 0      | en stagnation |  |  |
| Total des voix           | Total des voix               | Total des voix           | 3 824 252 | 100   |     |        |               |  |  |
|                          |                              |                          |           |       |     |        |               |  |  |
| Total                    | Total                        | Total                    |           | 100   | -   | 100    | 15            |  |  |
| Inscrits / participation | Inscrits / participation     | Inscrits / participation |           | 31,70 |     |        |               |  |  |

### Conseil d'État
| Candidats                | Candidats                | Partis                   | Premier tour | Premier tour | Second tour | Second tour |
| Candidats                | Candidats                | Partis                   | Voix         | %            | Voix        | %           |
| ------------------------ | ------------------------ | ------------------------ | ------------ | ------------ | ----------- | ----------- |
|                          | Alain Ribaux             | PLR                      | 18 630       | 42,75        | 25 197      | 61,26       |
|                          | Laurent Favre            | PLR                      | 18 520       | 42,50        | 25 175      | 61,20       |
|                          | Laurent Kurth            | PS                       | 16 890       | 38,76        | 24 356      | 59,21       |
|                          | Florence Nater           | PS                       | 13 996       | 32,12        | 24 724      | 60,11       |
|                          | Crystel Graf             | PLR                      | 12 576       | 28,86        | 23 567      | 57,29       |
|                          | Frédéric Mairy           | PS                       | 11 700       | 26,85        |             |             |
|                          | Roby Tschopp             | PES                      | 11 623       | 26,67        | 19 346      | 47,03       |
|                          | Lionel Rieder            | PLR                      | 10 499       | 24,09        |             |             |
|                          | Cédric Dupraz            | POP                      | 5 992        | 13,75        |             |             |
|                          | Sarah Blum               | POP                      | 5 979        | 13,72        |             |             |
|                          | Brigitte Leitenberg      | PVL                      | 5 825        | 13,37        |             |             |
|                          | Nathalie Schallenberger  | LC                       | 5 791        | 13,29        |             |             |
|                          | Mireille Tissot-Daguette | PVL                      | 5 333        | 12,24        |             |             |
|                          | Grégoire Cario           | UDC                      | 5 279        | 12,11        |             |             |
|                          | Léa Eichenberger         | POP                      | 4 040        | 9,27         |             |             |
|                          | Julien Gressot           | POP                      | 3 497        | 8,02         |             |             |
|                          | Zoé Bachmann             | Sol                      | 3 405        | 7,81         |             |             |
|                          | Dimitri Paratte          | Sol                      | 2 334        | 5,36         |             |             |
|                          | Solenn Ochsner           | Sol                      | 2 193        | 5,03         |             |             |
|                          | Vincent Rollier          | Apéro                    | 2 071        | 4,75         |             |             |
|                          | Thomas Wroblevski        | LVB                      | 988          | 2,27         |             |             |
|                          |                          |                          |              |              |             |             |
| Votes valides            | Votes valides            | Votes valides            | 43 578       | 98,77        | 41 133      | 99,12       |
| Votes blancs             | Votes blancs             | Votes blancs             | 182          | 0,41         | 203         | 0,49        |
| Votes nuls               | Votes nuls               | Votes nuls               | 364          | 0,82         | 163         | 0,39        |
| Total                    | Total                    | Total                    | 44 124       | 100          | 41 499      | 100         |
| Abstention               | Abstention               | Abstention               | 93 378       | 67,91        | 95 905      | 69,8        |
| Inscrits / participation | Inscrits / participation | Inscrits / participation | 137 502      | 32,09        | 137 404     | 30,20       |